# クランタン・ユナイテッドFC
クランタン・ユナイテッドFC (英語: Kelantan United Football Club, マレー語: Kelab Bola Sepak Kelantan United) は、マレーシアのクランタン州コタバルを本拠とするプロサッカークラブ。

## 概要
2016年にMPKB-BRI U-BeS FC (Majlis Perbandaran Kota Bharu-Bandar Raya Islam Urusetia Belia dan Sukan Negeri Kelantan Football Club) として創設。マレーシア・FAMカップへの参加が認められて2018年まで参戦していた。2019年シーズンから地元の支援を受けるべくクランタン・ユナイテッドFCに改称。同年、FAMカップに代わってマレーシアM3リーグが創設されたが、その最初のシーズンに優勝を果たしてマレーシア・プレミアリーグに昇格した。
2021年シーズンはヤクルトのマレーシア法人とパートナーシップを締結し、元日本代表の本山雅志ら日本人選手3名と日本人の東山晃監督がクラブに加入した。

## 歴代所属選手
- バドリ・ラジ 2019-
- 本山雅志 2021-2022
- 深井脩平 2021-
- 谷川由来 2021-

## 歴代監督
- ナズルレルワン・マクモル 2020
- 東山晃 2021-